# Burchardinger (rätisches Adelsgeschlecht)
Die rätischen Burchardinger (auch Hunfridinger), auch Burcharde, waren eine adlige Familie des 10. Jahrhunderts mit Besitz vor allem in (Chur-)Rätien am Hochrhein.
Die Familie leitet sich von Markgraf Hunfried von Rätien ab und stellte mit Burchard I., Burchard II. und Burchard III. als Namensgeber des Geschlechts drei frühe Herzöge von Schwaben.
Aufgrund des Leitnamens „Burchard“ wurde von Wissenschaftlern der Vergangenheit fälschlicherweise angenommen, die Hohenzollern würden von den Burchardingern abstammen. Die Stammreihe der Hohenzollern beginnt mit Burchard I. von Zolorin († 1061).

## Stammliste
1. Hunfried I. (* um 775, † um 830), 799–808 Herzog von Friaul, 808–830 Markgraf von Istrien und Graf von Rätien und Thurgau ⚭ Hitta
  1. Hunfried II., ab 830 Markgraf von Istrien, Gründer von Schänis
  2. Adalbert I. (* um 815, † 8. Januar 846), ab 830 Graf von Rätien und Thurgau ⚭ NN
    1. Udalrich, Herr von Schänis
    2. Hunfried III., um 850 Graf im Zürichgau
    3. Adalbert II., der Erlauchte († um 900/906), ab 854 Graf im Albgau, ab 855 Graf im Thurgau, ab 868 Graf in der Bertholdsbaar, ab 882 Graf im Hegau und am Untersee ⚭ NN
      1. Burchard I. (* 855/860, † hingerichtet 5. November 911), Markgraf von Rätien, Graf im Thurgau und der Baar, 909–911 Herzog von Schwaben ⚭ Liutgard von Sachsen (* um 845; † 30. November 885)
        1. Burchard II. (* 883/884, † 28. April 926 bei Novara), Markgraf von Rätien, 917–926 Herzog von Schwaben ⚭ 904 Regelinda (* um 888, † nach 959), wohl Tochter des Grafen Eberhard II. im Zürichgau (Eberhardinger) und der Gisela; sie heiratete in zweiter Ehe Hermann I., Herzog von Schwaben 926–949 (Konradiner)
          1. Gisela, Äbtissin von Waldkirch (* um 905, † 26. Oktober 950) ⚭ Hermann Graf im Pfullichgau († nach 954)
            1. Wolfgang (* um 924, † 31. Oktober 994) 972–994 Bischof von Regensburg
            2. Judith (* um 925, † 31. Oktober 994) ⚭ Konrad († 20. August 997), 983–997 Herzog von Schwaben

          2. Hicha (* um 905 † 950), ⚭ Werner V. (* um 899, † um 935) Graf im Nahegau, Speyergau und Wormsgau (Salier)
            1. Konrad der Rote (* um 922, † 10. August 955), 944 bis 953 Herzog in Lothringen

          3. Berta (* um 907, † 2. Januar 961), ⚭ I 922 Rudolf II. († 11. Juli 937) seit 912 König von Hochburgund, 920–926 König von Italien, seit 933 König von Niederburgund (Arelat) (Welfen) ⚭ II 938 Hugo der Böse († 947), Graf von Arles und Vienne, seit 926 König von Italien (Bosoniden)
            1. Adelheid (* 931/932, † 16. Dezember 999), 947–950;951–973 Königin von Italien, 962–973 Kaiserin ⚭ Otto (* 23. November 912, † 7. Mai 973), ab 936 Herzog von Sachsen, ab 951 König von Italien, ab 962 Kaiser

          4. Burchard III. (* um 915 † 11. November 973) 954–973 Herzog von Schwaben, ⚭ I Wieltrud (Immedinger), urkundlich nicht bezeugt; ⚭ II 954 Hadwig (Schwaben) († 28. August 994), Tochter des Herzogs Heinrich I. von Bayern (Liudolfinger)
            1. (I) Bertha ⚭ Waldred (Immedinger), urkundlich nicht bezeugt
            2. (I) Dedi (Dietrich), vielleicht Stammvater der Wettiner, urkundlich nicht bezeugt
            3. (I) Burchard, Graf im Liesgau, vielleicht Stammvater der Grafen von Goseck, Pfalzgrafen von Sachsen, urkundlich nicht bezeugt
            4. (I) Hermann, urkundlich nicht bezeugt
            5. (I) Hamelrich, urkundlich nicht bezeugt

          5. Adalrich, der Heilige Mönch in Einsiedeln († 973)

        2. Udalrich von Schwaben (* 884/885, † 30. September …)

      2. Adalbert III., Graf im Thurgau, Graf im Scherragau († hingerichtet 6. Juni 911)
      3. Dietbirg (Theotberga) ⚭ Hucbald, Graf von Dillingen († 909)
      4. Manegold

## Spekulationen über Burchard III.
Es wird, wie auch hier in der Stammliste, immer wieder angeführt, dass Herzog Burchard III. vor seiner urkundlich gesicherten Ehe mit Hadwig eine vorangegangene Ehe eingegangen war, aus der auch Kinder hervorgegangen waren. Diese „erste Ehe“ mit Wieltrud einer Immedingerin ist wissenschaftlich nur Spekulation und lässt sich urkundlich nicht belegen. Gegen diese These spricht zudem, dass Kaiser Otto II. nach dem Tod Burchards III. 973 den schwäbischen Herzogstitel Otto I. übertrug, der aus einer anderen Linie stammte (nämlich der Liudolfinger). Hätte Burchard III. legitime Nachkommen gehabt, hätte der Kaiser diese in der Herzogsnachfolge schwerlich übergehen können.
Alfons Zettler schrieb dazu in seiner Geschichte des Herzogtums Schwaben: „Aber wir haben weder nähere Kunde davon, ob Burchards Ehe mit Hadwig seine erste war, noch ob daraus oder aus einer durchaus möglichen früheren Ehe Kinder hervorgegangen sind.“ (S. 150)